# Into Eternity
Into Eternity ist eine kanadische Progressive-Death-Metal-Band aus Regina.

## Geschichte
Into Eternity wurden 1998 gegründet. Ein Jahr später veröffentlichte die Band ihr selbstbetiteltes Debütalbum als Eigenproduktion. Das Album brachte der Band einen Vertrag mit der deutschen Firma Century Media ein, die im Jahre 2000 das Debütalbum wiederveröffentlichten. 2001 wurde das zweite Album Dead or Dreaming veröffentlicht. Mit diesem Album bildete die Band langsam ihren eigenen Sound aus. Dieser Trend brachte der Band im Jahre 2004 den Durchbruch in der Metalszene. Das Album Buried in Oblivion erhielt hervorragende Kritiken. Das Rock Hard kürte das Album zum Album des Monats und vergab in der Einzelkritik die Höchstnote. Im Herbst 2006 erschien das vierte Album The Scattering of Ashes, das ebenfalls sehr gute Kritiken erhielt. In der ersten Verkaufswoche wurde das Album in den USA über 2.000 Mal verkauft. Seit September 2006 nehmen Into Eternity an der Gigantour teil.

## Stil
Die Musik von Into Eternity ist schwer zu beschreiben. Die Band verwendet musikalische Elemente aus fast allen Metalspielarten. Die Verwendung von Riffs aus dem Thrash Metal, Power-Metal-artigem Klargesang, Death-Metal-beeinflussten Growls und Drumming sowie an Heavy Metal erinnerndes Songwriting ergeben eine Mischung, die am einfachsten als Progressiver Death Metal zu beschreiben ist.
Into Eternitys Plattenfirma Century Media bewarb das Album Buried in Oblivion als „Death Metal für Progressive-Metal-Fans und Progressive Metal für Death-Metal-Fans“.

## Diskografie
- 1999: Into Eternity
- 2001: Dead or Dreaming
- 2004: Buried in Oblivion
- 2006: The Scattering of Ashes
- 2008: The Incurable Tragedy
- 2018: The Sirens